# Nabil Al Awadi
 (août 2022).
La mise en forme du texte ne suit pas les recommandations de Wikipédia : il faut le « wikifier ».
Les points d'amélioration suivants sont les cas les plus fréquents. Le détail des points à revoir est peut-être précisé sur la page de discussion.
- Les titres sont pré-formatés par le logiciel. Ils ne sont ni en capitales, ni en gras.
- Le texte ne doit pas être écrit en capitales (les noms de famille non plus), ni en gras, ni en italique, ni en « petit »…
- Le gras n'est utilisé que pour surligner le titre de l'article dans l'introduction, une seule fois.
- L'italique est rarement utilisé : mots en langue étrangère, titres d'œuvres, noms de bateaux, etc.
- Les citations ne sont pas en italique mais en corps de texte normal. Elles sont entourées par des guillemets français : « et ».
- Les listes à puces sont à éviter, des paragraphes rédigés étant largement préférés. Les tableaux sont à réserver à la présentation de données structurées (résultats, etc.).
- Les appels de note de bas de page (petits chiffres en exposant, introduits par l'outil «  Source ») sont à placer entre la fin de phrase et le point final[comme ça].
- Les liens internes (vers d'autres articles de Wikipédia) sont à choisir avec parcimonie. Créez des liens vers des articles approfondissant le sujet. Les termes génériques sans rapport avec le sujet sont à éviter, ainsi que les répétitions de liens vers un même terme.
- Les liens externes sont à placer uniquement dans une section « Liens externes », à la fin de l'article. Ces liens sont à choisir avec parcimonie suivant les règles définies. Si un lien sert de source à l'article, son insertion dans le texte est à faire par les notes de bas de page.
- La présentation des références doit suivre les conventions bibliographiques. Il est recommandé d'utiliser les modèles {{Ouvrage}}, {{Chapitre}}, {{Article}}, {{Lien web}} et/ou {{Bibliographie}}. Le mode d'édition visuel peut mettre en forme automatiquement les références.
- Insérer une infobox (cadre d'informations à droite) n'est pas obligatoire pour parachever la mise en page.

Pour une aide détaillée, merci de consulter Aide:Wikification.
Si vous pensez que ces points ont été résolus, vous pouvez retirer ce bandeau et améliorer la mise en forme d'un autre article.
 (avril 2020).
Pour les articles homonymes, voir Awadi.
Nabil Al Awadi (en arabe : نبيل العوضي), né le 7 février 1970 à Koweït City, est un écrivain, humanitaire, présentateur de télévision, professeur d'université et idéologue koweïtien,,

## Biographie
Diplômé en mathématiques puis en pédagogie, il effectue ses recherches de doctorat en pédagogie au Royaume-Uni et exerce en tant que professeur universitaire,,,,,,. Al Awadi est marié et père de six enfants : Ali, Omar, Sara, Youssef, Hussein et Mohamad.

## Vie professionnelle
Nabil Al Awadi est l’imam du ministère des Awqaf et des affaires islamiques au Koweït. Il est président du conseil d’administration de Mabrat Tariq Al Imane qui supervise plusieurs projets à dimension sociale. Il est également journaliste au journal koweitien Alwatan. Il supervise aussi le centre des nouveaux convertis à l’Islam au Royaume-Uni et le site web Tariq Al Imane. Il est l’auteur de plusieurs conférences et de diverses émissions télévisées sur les chaines arabes dont Zawaya, Qisas Al Anbiyae, Sa’at Saraha et Bikoul Saraha. En 2014, durant le ramadan, il a présenté l’émission Ya Allah.

## Emissions
- Les Meilleures Histoires (أروع القصص)
- Honestly Hour (ساعة صراحة), sur Al Watan TV
- Honnêtement (بكل صراحة), sur Al-Watan TV
- Histoires des Prophètes que la paix soit sur eux (قصص الأنبياء عليهم السلام), sur Watan TV
- Je connaissais mon chemin (عرفت طريقي)
- L'Histoire d'Alfaruk (قصة الفاروق), sur MBC1 TV